# Dollari falsi per un assassino
Dollari falsi per un assassino (Rebel City) è un film del 1953 diretto da Thomas Carr e interpretato da Bill Elliott e Marjorie Lord. È un western statunitense ambientato nel 1864.

## Trama
Nel 1864, il giocatore d'azzardo Frank Graham arriva a Junction City, in Kansas, dopo aver saputo che suo padre Eli è morto. Quando incontra William, l'ex assistente del padre, che ora lavora per il barbiere Sam, William gli racconta che Eli ha venduto la sua attività di trasporto merci, compresi i carri, al prezzo sorprendentemente alto di 2.000 dollari nella vicina città di Belfry. Eli è stato pugnalato alla schiena quando ha scoperto che il denaro era falso, ma è sopravvissuto abbastanza a lungo da raccontare a William l'accaduto. Frank è ora determinato a scoprire chi ha ucciso suo padre e si reca all'ex magazzino confiscato dall'esercito dell'Unione perché nessuno ne rivendicava la proprietà. Il caposquadra Joe Spencer dice a Frank che non sa chi abbia ora l'auto di Eli e che il vice sceriffo dell'esercito dell'Unione, il capitano Ramsey, sta supervisionando tutto da Belfry.
A Belfry, Frank interrompe una discussione in cui Ramsey e il colonnello Barnes si lamentano dei Copperheads, un'organizzazione ribelle che sostiene l'esercito confederato. Frank chiede un'indagine sulla morte del padre. Ramsey promette di presentare i documenti necessari per l'indagine, ma insiste che sono troppo occupati per occuparsene immediatamente. Frank inizia la sua indagine e, dopo essersi registrato in un hotel, si reca alla Belfry Freight Co. dove interroga la comproprietaria Jane Dudley, che gestisce l'attività mentre il fratello combatte nella Guerra Civile. Jane non ha informazioni su Eli e suggerisce che Frank, allontanato dal padre, ha una cattiva reputazione. Su sollecitazione di Ramsey, Jane inizialmente rifiuta la richiesta di lavoro di Frank e lo insulta, ma poi cambia idea e lo assume come autista.
Contemporaneamente, il commesso viaggiatore Perry viene a conoscenza della presenza di Frank e avverte alcuni uomini d'affari della città, tra cui Hardy, il proprietario della tipografia, Temple, il proprietario della Acme Trading Co, e Spain, un gioielliere. Frank chiede agli uomini d'affari se riconoscono il denaro falso che William ha tenuto per lui, ma tutti affermano di non riconoscere le banconote. Quando Frank riceve una banconota falsa da un giocatore di nome Greeley a una partita di carte, lo affronta. Greeley lo colpisce alla testa con una bottiglia e fugge. A notte fonda, Frank vede Greeley uscire dalla città a cavallo con un altro uomo e li segue sulle montagne, ma i due riescono a fuggire. Tornato in città, Frank si intrufola nella tipografia ma non trova alcuna prova di contraffazione ed è costretto a fuggire sotto il fuoco di Hardy e del suo dipendente Pete. Frank rimane illeso e sopravvive anche a un attacco con coltello nella sua stanza d'albergo da parte di un aggressore sconosciuto.
Il giorno dopo, Frank lascia la città per consegnare il suo primo carico di auto per Jane quando vede un uomo che crede essere Greeley. Frank si sbaglia, tuttavia, e l'uomo e i suoi tre compari compaiono alle spalle di Frank e lo picchiano brutalmente. Quando Frank si sveglia, le sue tasche sono vuote e l'auto è scomparsa. Nonostante un altro dipendente le abbia restituito il carrello, Jane rimprovera Frank e sta per licenziarlo, finché non vede che sanguina e lui le dice che gli aggressori hanno rubato le banconote false. Durante un'altra consegna, Frank viene fermato a un posto di blocco dell'esercito dell'Unione e costretto a tornare a Belfry e a consegnarsi a Ramsey e Barnes dopo che gli ispettori dell'esercito trovano il corpo di Greeley nell'auto. Jane difende Frank spiegando che ha lasciato il carro incustodito per un certo periodo, convincendo Barnes ad affidarlo a lei.
A tarda sera, Spain contatta segretamente Frank e identifica i Copperheads come i falsari che stavano usando le banconote false per comprare armi dal Nord allo scopo di minare l'economia nordista. Spain ammette di aver inciso le targhe originariamente, ma di essersi ritirato dall'organizzazione a causa della corruzione e che ora intende compilare un elenco dei suoi membri per Barnes. Tuttavia, Spain viene assassinato quando torna al suo negozio.
Il giorno seguente, Frank cerca di ritirare una spedizione da Temple, ma questi si rifiuta di fare affari con Frank perché diffida di lui. Frank torna con Jane, che convince Temple a lasciargli la sua attività e accompagna Frank a una consegna e a un ritiro a Junction City. Mentre sono lì, Frank chiede a Spencer di Greeley, ma Spencer insiste che non conosceva Greeley. Dopo aver appreso da Sam e William che Spencer e Greeley erano amici, Frank torna al magazzino e affronta Spencer dopo aver visto una delle auto presenti sul posto.

## Produzione
Il film, diretto da Thomas Carr su una sceneggiatura di Sidney Theil, fu prodotto da Vincent M. Fennelly per la Silvermine Productions e girato dal novembre del 1952. Il titolo di lavorazione fu The Copperheads.

## Promozione
Le tagline del film sono:
- His new Wild West hit!
- His guns were loaded for one town... one man... one roaring moment of revenge!

## Distribuzione
Il film fu distribuito con il titolo Rebel City negli Stati Uniti dal 10 maggio 1953 al cinema dalla Allied Artists Pictures. In Germania Ovest è stato distribuito il 7 dicembre 1962 con il titolo Morgen wirst du gekillt, Johnny e in Italia è stato distribuito con il titolo Dollari falsi per un assassino.